# گروسنهاین
گروسنهاین شهری در ایالت زاکسن در آلمان است.